# Iso Ruissaari (ö, lat 61,82, long 28,87)
Iso Ruissaari är en ö i Finland. Den ligger i sjön Pihlajavesi och i kommunen Nyslott i  landskapet Södra Savolax, i den sydöstra delen av landet, 280 km nordost om huvudstaden Helsingfors. Öns area är 11 hektar och dess största längd är 0,5 kilometer i sydväst-nordöstlig riktning.